# Günther Wenck
Günther Wenck (* 24. Oktober 1916 in Döbeln; † 7. Dezember 1992) war ein deutscher Japanologe.

## Leben
Nach der Promotion zum Dr. phil. in Leipzig am 11. Juli 1940 wurde er 1950 Dozent für Japanologie und 1957 außerplanmäßiger Professor für Japanologie in Hamburg. Von 1966 bis 1979 lehrte er dort als Professor für Japanologie.

## Schriften (Auswahl)
- Wortgebrauch und Assoziation in den erotischen Epigrammen des „Haifū Sue-tsumu-hana“. Wiesbaden 1983, ISBN 3-447-02350-3.
- Japanische Parodie im 17. Jahrhundert. Studien zum Nise-Monogatari. Wiesbaden 1985, ISBN 3-447-02528-X.
- Pratum Japanisticum. Exemplifizierender Entwurf einer „Japanistik“. Wiesbaden 1987, ISBN 3-447-02695-2.
- Textkritische Studien zum Soga-monogatari. Wiesbaden 1991, ISBN 3-447-03137-9.